# Андрюхов, Иван Васильевич
Иван Васильевич Андрюхов (15.10.1914, Николаевская область —.01.2010) — стрелок 147-го гвардейского стрелкового полка, гвардии красноармеец.

## Биография
Родился 2 октября 1914 года в селе Скоблево Новобугского района Николаевской области. Украинец. Окончил 5 классов. С 1930 года жил в Николаеве. Работал такелажником на судостроительном заводе имени 61 коммунара. С августа 1941 года по март 1944 года находился на оккупированной врагом территории.
В Красной Армии с апреля 1944 года. В боях Великой Отечественной войны с мая 1944 года. Будучи стрелком 147-го гвардейского стрелкового полка 49-й гвардейской стрелковой дивизии 5-й ударной армии 3-го Украинского фронта участвовал в Ясско-Кишинёвской операции. С сентября того же года в составе 46-й армии освобождал Румынию, Болгарию Югославию.
5 октября 1944 года в районе железнодорожной станции Панчево гвардии красноармеец Андрюхов первым поднялся в атаку и увлек за собой бойцов, вместе с ротой ворвался на железнодорожную станцию, где ликвидировал вражеский пулемёт с расчётом, пленил офицера и трёх немецких солдат.
Приказом командира 49-й гвардейской стрелковой дивизии от 13 октября 1944 года за мужество, проявленное в боях с врагом, красноармеец Андрюхов награждён орденом Славы 3-й степени.
С октября 1944 года 46-я армия вела бои в Венгрии и участвовала в Будапештской операции.
24 декабря 1944 года в бою у населённого пункта Бичке И. В. Андрюхов скрытно приблизился к огневой точке, мешавшей продвижению подразделения, и гранатой подавил её, лично истребил четырёх вражеских солдат и шестерых взял в плен.
2 января 1945 года красноармеец Андрюхов повторно награждён орденом Славы 3-й степени.
В конце февраля 1945 года, находясь в обороне в районе населённого пункта Кирва, Андрюхов в составе роты отразил пять контратак противника.
В ночь на 1 марта неприятель предпринял разведку боем. Андрюхов обнаружил вражеский пулемёт, скрытно в темноте подкрался к нему с фланга и гранатами уничтожил его вместе с прислугой. Разведка, в которой противники потеряли 12 солдат, была сорвана.
Приказом по 46-й армии от 15 апреля 1945 года красноармеец Андрюхов награждён орденом Славы 2-й степени.
В дальнейшем освобождал Австрию. Войну закончил в Чехословакии.
В 1945 году демобилизован. Жил в городе Николаев. Работал на судостроительном заводе мастером такелажного участка монтажного цеха.
19 августа 1955 года вышел Указ Президиума Верховного Совета СССР о перенагражднии красноармейца Андрюхова Ивана Васильевича орденом Славы 1-й степени.
Награждён орденами Отечественной войны 1-й степени, Славы 1-й, 2-й и 3-й степени, медалями.
Умер в январе 2010 года. Похоронен в Николаеве.